# Хлорит натрия
Хлорит натрия — неорганическое соединение, соль щелочного металла натрия и хлористой кислоты с формулой NaClO2, бесцветные кристаллы, растворимые в воде, образует кристаллогидрат.

## Получение
- Растворение диоксида хлора в холодном растворе едкого натра или карбоната натрия:

{\displaystyle {\mathsf {ClO_{2}+2NaOH\ {\xrightarrow {}}\ NaClO_{2}+NaClO_{3}+H_{2}O}}}
{\displaystyle {\mathsf {ClO_{2}+Na_{2}CO_{3}\ {\xrightarrow {}}\ NaClO_{2}+NaClO_{3}+CO_{2}\uparrow }}}
- Растворение хлористой кислоты в растворе едкого натра:

{\displaystyle {\mathsf {HClO_{2}+NaOH\ {\xrightarrow {}}\ NaClO_{2}+H_{2}O}}}
- Промышленный способ состоит в восстановлении диоксида хлора углеродом, цинковой пылью или оксидом свинца в щелочной среде:

{\displaystyle {\mathsf {4ClO_{2}+C+4NaOH+Ca(OH)_{2}\ {\xrightarrow {}}\ 4NaClO_{2}+CaCO_{3}\downarrow +3H_{2}O}}}

## Физические свойства
Хлорит натрия образует бесцветные кристаллы моноклинной сингонии, пространственная группа I 2/a.
Хорошо растворяется в холодной воде с гидролизом по аниону. Разлагается в горячей воде.
Образует кристаллогидрат состава NaClO2•3H2O.

## Химические свойства
- Кристаллогидрат разлагается при незначительном нагревании:

{\displaystyle {\mathsf {NaClO_{2}\cdot 3H_{2}O\ {\xrightarrow {37,4^{o}C}}\ NaClO_{2}+3H_{2}O}}}
- Диспропорционирует при нагревании:

{\displaystyle {\mathsf {3NaClO_{2}\ {\xrightarrow {180-200^{o}C}}\ 2NaClO_{3}+NaCl}}}
- Разлагается в горячей воде:

{\displaystyle {\mathsf {NaClO_{2}\ {\xrightarrow {100^{o}C}}\ NaCl+O_{2}\uparrow }}}
- Является сильным окислителем в кислой среде:

{\displaystyle {\mathsf {NaClO_{2}+4HCl\ {\xrightarrow {}}\ 2Cl_{2}\uparrow +NaCl+2H_{2}O}}}

## Применение
- Отбеливание тканей, бумаги, целлюлозы.
- Дезинфекция сточных вод.
- В парфюмерии (полоскания, зубные пасты, спреи).
- Органический синтез как окислитель.

## Злоупотребление
Продается под названием Miracle Mineral Supplement (MMS) – это токсичный раствор 28% хлорита натрия вместе с 10% активатором, раствора лимонной кислоты. Новатором MMS, который якобы исцеляет почти от всех заболеваний, считается оккультист Джим Хамбл, основавший секту Genesis II, Church of Health & Healing (Второе творение: церковь здоровья и исцеления).